# Universität Danzig

Logo der Universität

Die Universität Danzig (polnisch Uniwersytet Gdański; kaschubisch Gduńsczi Ùniwersytet) ist eine 1970 in Danzig gegründete Hochschule. Sie entstand, einer Entscheidung des Ministerrates folgend, aus der Fusion der Wirtschaftshochschule in Zoppot (gegründet 1945 als Maritime Handelshochschule) und der Pädagogischen Hochschule Danzig (gegründet 1946).
Im akademischen Jahr 2023/2024 zählte sie 19.726 Studenten. Es gibt 26 Studiengänge sowie 106 zusätzliche Programme. Zum Rektor wurde für die Amtszeit von 2020 bis 2024 Piotr Stepnowski gewählt.

## Fakultäten
Die Universität hat die folgenden Fakultäten:
- Fakultät für Biologie (Danzig)

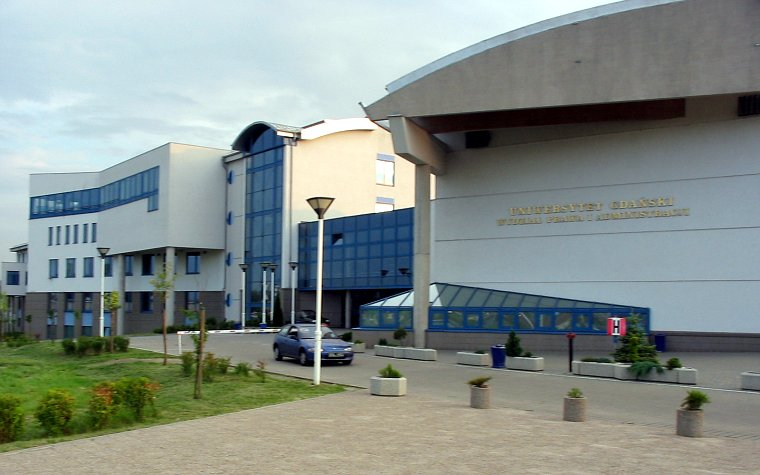
Fakultät für Recht und Verwaltung der Universität Danzig

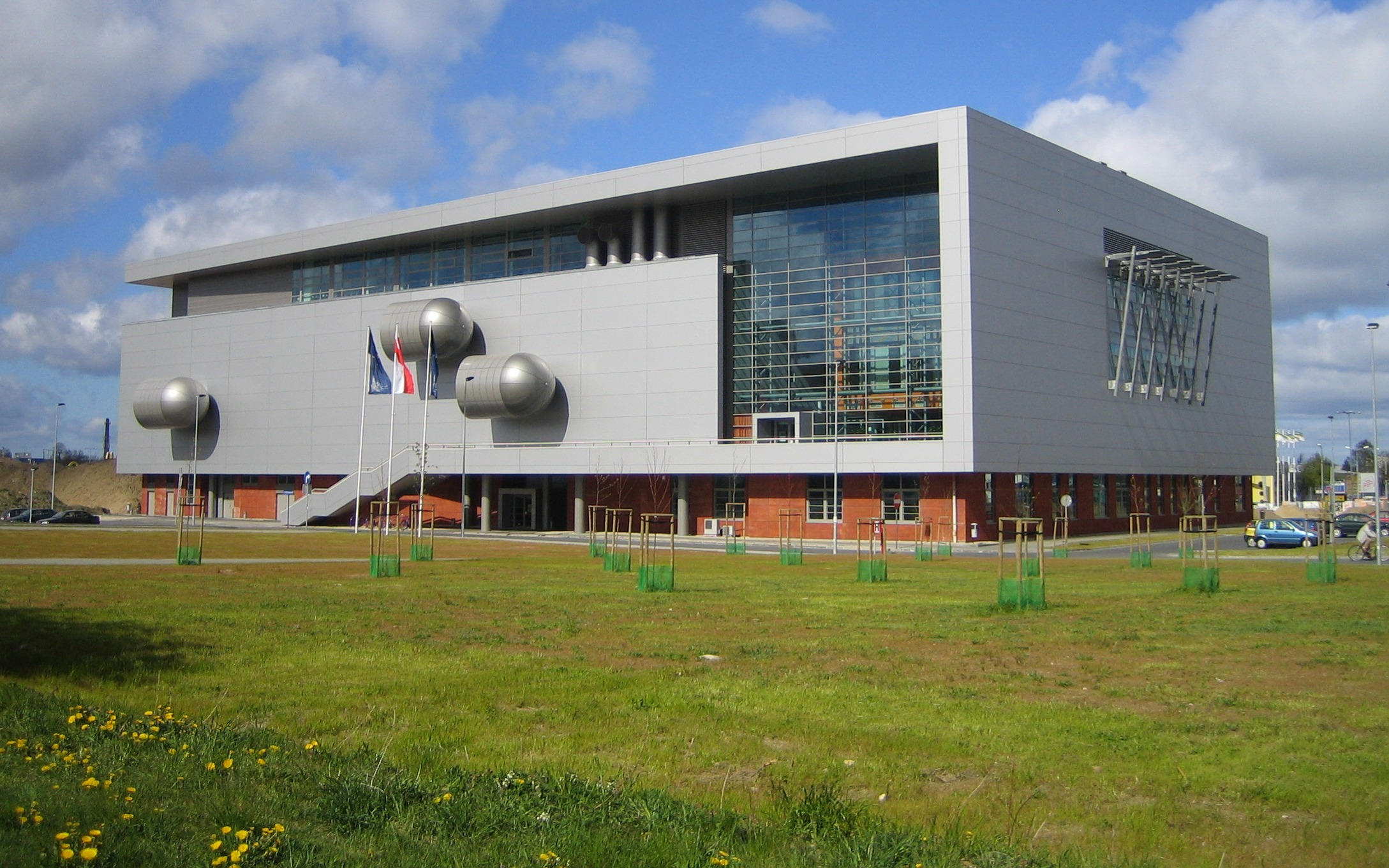
Universitätsbibliothek Danzig

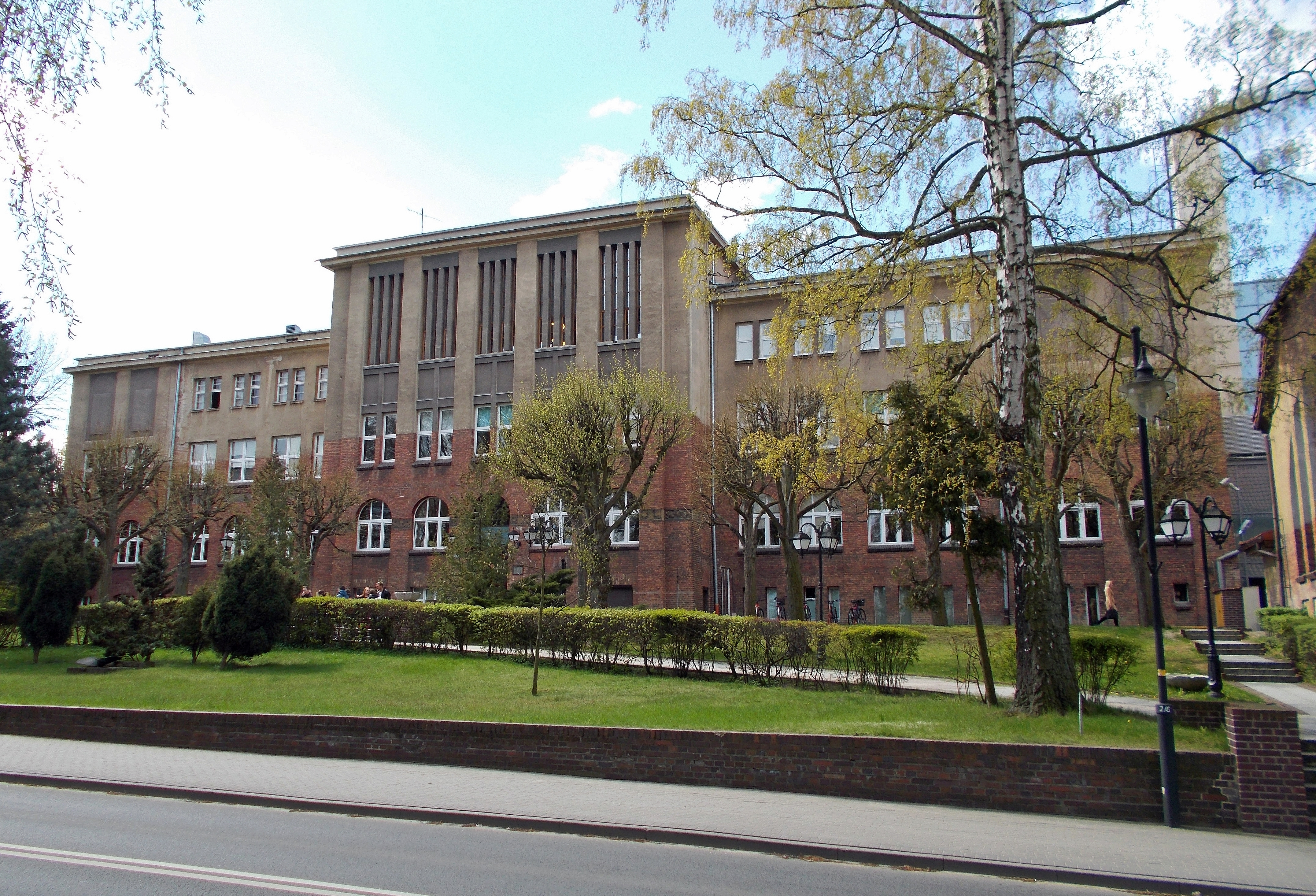
Fakultät für Management in Zoppot

- Fakultät für Ozeanographie und Geographie (Sitz in Gdingen)
- Fakultät für Chemie (Danzig)
- Fakultät für Wirtschaft (Zoppot)
- Fakultät für Geschichte (Danzig)
- Fakultät für Philologie (Danzig)
- Fakultät für Mathematik, Physik und Informatik (Danzig)
- Fakultät für Sozialwissenschaften (Danzig)
- Fakultät für Recht und Verwaltung (Danzig)
- Fakultät für Management (Zoppot)
- Gemeinsame Fakultät für Biotechnologie der Universität Danzig und der Medizinischen Universität Danzig

Andere Einrichtungen der Universität:
- Institut für Sprachlehrforschung
- Europäisches Zentrum
- Zentralbibliothek
- Verlag der Universität Danzig

## Anzahl der Studenten
- Normalstudium: 15.151
- Abendstudium: 3.753
- Fernstudium: 10.884
- Doktoranden: 1.609
- Gesamt: 27.233